# Sergesto
Na mitologia greco-romana, Sergesto (em latim: Sergestus) foi troiano um amigo de Eneias. Ele foi o ancestral da gente Sérgia, uma famosa família patrícia da qual Catilina foi membro.
Na Eneida de Virgílio, durante corrida de barcos funérea Eneias dá a Sergesto uma escrava cretense chamada Floe em gratidão por salvar seu navio e tripulação
"E Sergesto, da casa dos que tem o nome Sérgia"Original (em latim): Sergestusque, domus tenet a quo Sergia nomen— Virgílio Eneida (em latim)
Sergesto também aparece com um personagem menor da peça de Christopher Marlowe Dido, Rainha de Cartago.